# Het oorspronkelijk model

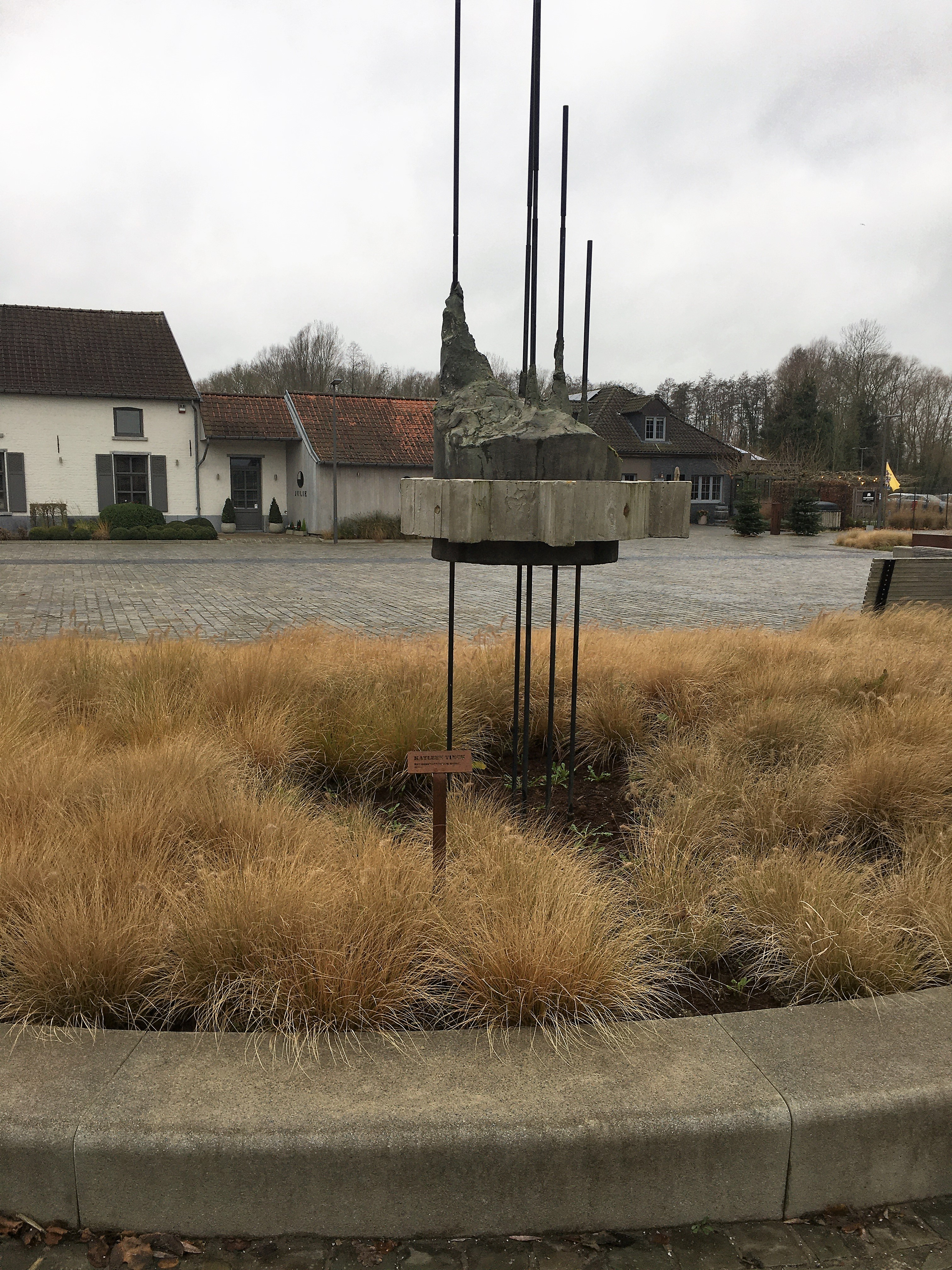
Het oorspronkelijke model op het Dorpsplein van Sint-Martens-Bodegem

Het oorspronkelijk model is een kunstwerk van Katleen Vinck.  Bij de heraanleg van het Dorpsplein in Sint-Martens-Bodegem in 2016 werd een oproep gelanceerd om de dorpskern te voorzien van een kunstwerk. Katleen Vinck creëerde daarop het kunstwerk ‘Het oorspronkelijk model’ waar de geschiedenis en structuur van het dorp in verwerkt werd.

## Het oorspronkelijke model
Het kunstwerk maakt de identiteit van het dorpsplein zichtbaar en verwijst naar de rijke hoptraditie en heuvellandschap van het Pajottenland.
Sint-Martens-Bodegem kende een rijke hopcultuur en was typisch voor de streek. In huisje Mostinckx naast het plein kan je illustraties terugvinden waarop te zien is dat hop op een soort kunstmatige aarden heuvel werd verbouwd. De heuvels op het kunstwerk refereren aan de hop die werd geteeld op kunstmatige heuvels. Vlak bij het Dorpsplein bevindt zich nog een hoppeveld.
De interventie van Vinck symboliseert ook naar structuur van het dorp. De Sint-Martinuskerk bevindt zich bovenop de heuvel dat goed te zien is vanaf het plein. De straten rondom het plein komen terug in de ring rond het werk.
De gebruikte materialen zijn kunstmatig, ook al zien ze er organisch uit (acryl, hars, staal). Deze artificiële materialen reageren op een natuurlijke manier wat zorgt voor een wisselwerking tussen architectuur en natuur.

### Katleen Vinck
Katleen Vinck (°1976) leeft en werkt in Antwerpen. Ze genoot een opleiding in architectuur, kunst en scenografie.  In haar werk brengt ze deze ervaringen samen en maakt ze vaak gebruik van schaalmodellen waarmee ze de karakteristieken van sculptuur, architectuur en theater scenografie met elkaar verbindt. Vinck imiteert de menselijke nabootsingen en bijgevolg vormen haar objecten een eigen typologie. Aspecten uit haar achtergrond, scenografie, beeldende kunst en architectuur vermengen zich tot hybride vormen.